# Венесуэльский скрытохвост
Венесуэльский скрытохвост, или скрытохвост тепуи, или венесуэльский криптуреллус (лат. Crypturellus ptaritepui) — вид наземных птиц семейства тинаму, обитающий в горных влажных лесах Тепуи, на юго-востоке Венесуэлы.

## Таксономия
Венесуэльский криптуреллус — монотипический вид. Все виды из одноимённого семейства, а также большого дерева бескилевых. В отличие от других бескилевых, тинаму могут летать, хотя в целом, они делают это плохо. Все бескилевые произошли от доисторических птиц, а тинаму являются их ближайшими живыми родственниками.

## Этимология
Название Crypturellus происходит от трёх латинских или греческих слов: kruptos — «закрытый» или «скрытный», oura — хвост, и ellus «маленький». Таким образом, название Crypturellus означает «маленький скрытный хвост».

## Описание
Венесуэльский криптуреллус примерно 27 см в длину. Макушка его головы и задняя часть шеи — рыжевато-коричневые, слегка тёмная спина и бурый низ с ярко-рыжей верхней частью груди. Бока головы и горла — серые, верхняя часть клюва — чёрная, а нижняя — жёлтая с чёрным кончиком. Ноги — оливковые.

## Поведение
Как и другие тинаму, венесуэльский криптуреллус питается плодами, которые находятся на земле или низменных кустах. Птицы также питаются небольшим количеством беспозвоночных, бутонами, мясистыми листьями, семенами и корнями. Самец высиживает яйца, которые могут быть от 4 разных самок, а потом ухаживает за птенцами, как правило 2-3 недели, до тех пор, пока те не встанут на ноги. Гнездо находится на земле в густой траве или приподнятой корневой опоре.

## Ареал и среды обитания
Венесуэльский криптуреллус обнаружен в Птари-Тепуй, Ауян-Тепуй, Чиманта-Тепуй и Соропан-Тепуй на юго-востоке штата Боливар. Обитает на высоте в районе 1350—1800 м, а излюбленной средой обитания птицы являются влажные тропические горные леса или местность.

## Статус
МСОП классифицирует вид как находящийся под наименьшей угрозой с существующим ареалом в 1000 км² . Птица находится в списке охраняемых видов Венесуэлы.